# (16375) 1981 EM10
A (16375) 1981 EM10 a Naprendszer kisbolygóövében található aszteroida. Schelte J. Bus fedezte fel 1981. március 1-jén.